# 413 Edburga
413 Edburga је астероид главног астероидног појаса са пречником од приближно 31,95 km.
Афел астероида је на удаљености од 3,471 астрономских јединица (АЈ) од Сунца, а перихел на 1,695 АЈ.
Ексцентрицитет орбите износи 0,343, инклинација (нагиб) орбите у односу на раван еклиптике 18,715 степени, а орбитални период износи 1516,806 дана (4,152 године).
Апсолутна магнитуда астероида је 10,18 а геометријски албедо 0,146.
Астероид је откривен 7. јануара 1896. године.